# Google Talk
Google Talk (транскр.  Гугл ток) био је клијент компаније Google који је пружао услугу интернет телефоније, ћаскања и видео-конференције.
Сервис је заснован на XMPP протоколу и корисницима је омогућено да директно комуницирају с корисницима других XMPP сервиса.
Бета верзија је изашла 24. августа 2005. године. Апликација је била подржана само на оперативном систему Windows. Корисници других оперативних система могли су да користе апликацију преко класичног XMPP клијента.